# Џорџтаун (Тексас)
Џорџтаун (енгл. Georgetown) град је у америчкој савезној држави Тексас. Налази се у округу Вилијамсон, чије је седиште. По попису становништва из 2010. у њему је живело 47.400 становника.

## Демографија
Према попису становништва из 2010. у граду је живело 47.400 становника, што је 19.061 (67,3%) становника више него 2000. године.
| Група             | 2000.          | 2010.          |
| Белци             | 21.763 (76,8%) | 34.188 (72,1%) |
| Афроамериканци    | 960 (3,4%)     | 1.746 (3,7%)   |
| Азијати           | 190 (0,7%)     | 488 (1,0%)     |
| Хиспаноамериканци | 5.121 (18,1%)  | 10.317 (21,8%) |
| Укупно            | 28.339         | 47.400         |